# José Méndez Asensio
José Méndez Asensio (Vélez-Rubio, 21 marzo 1921 – Granada, 15 aprile 2006) è stato un arcivescovo cattolico spagnolo.

## Biografia
José Méndez Asensio nacque a Vélez-Rubio il 21 marzo 1921.

### Formazione e ministero sacerdotale
Studiò nei seminari di Almería e Granada dal 1933. Nel 1946 conseguì la laurea presso la Facoltà di teologia di Granada.
Il 13 aprile 1946 fu ordinato presbitero. In seguito fu parroco di Oria, assistente ecclesiastico dell'Azione Cattolica, rettore dei seminari minore e maggiore di Almería, professore nel seminario maggiore e canonico della cattedrale di Almería.

### Ministero episcopale
Il 22 luglio 1968 papa Paolo VI lo nominò vescovo di Tarazona. Ricevette l'ordinazione episcopale il 3 settembre successivo nella cattedrale di Tarazona dall'arcivescovo Luigi Dadaglio, nunzio apostolico in Spagna, co-consacranti il vescovo di Almería Ángel Suquía Goicoechea e il vescovo coadiutore Cartagena Miguel Roca Cabanellas. Durante la stessa celebrazione prese possesso della diocesi.
Il 3 dicembre 1971 lo stesso papa Paolo VI lo promosse arcivescovo metropolita di Pamplona e amministratore apostolico di Tudela.
Il 31 gennaio 1978 papa Paolo VI lo nominò arcivescovo metropolita di Granada.
Il 5 novembre 1982 accolse in diocesi papa Giovanni Paolo II che tenne un'omelia con profondi contenuti sociali nella messa che celebrò nel quartiere di Almanjayar. Nel 1990 concluse i lavori del III sinodo diocesano.
Dal 1988 al 1989 fu amministratore apostolico di Almería, a causa della malattia che aveva colpito il vescovo Manuel Casares Hervás.
Il 10 dicembre 1996 papa Giovanni Paolo II accettò la sua rinuncia al governo pastorale dell'arcidiocesi per raggiunti limiti di età.
Morì presso l'ospedale di Nuestra Señora de la Salud a Granada alle 9:30 del 15 aprile 2006 all’età di 85 anni. Le esequie si tennero il giorno successivo nella cattedrale di Granada e furono presiedute da monsignor Francisco Javier Martínez Fernández. Al termine del rito fu sepolto nella cappella della Virgen de las Angustias.
Era comunemente conosciuto come "padre Méndez" ed è ricordato come "un forte e buon pastore, un amministratore fedele, un amico dei sacerdoti, un direttore spirituale e promotore dell'apostolato dei laici".

## Genealogia episcopale
La genealogia episcopale è:
- Cardinale Scipione Rebiba
- Cardinale Giulio Antonio Santori
- Cardinale Girolamo Bernerio, O.P.
- Arcivescovo Galeazzo Sanvitale
- Cardinale Ludovico Ludovisi
- Cardinale Luigi Caetani
- Cardinale Ulderico Carpegna
- Cardinale Paluzzo Paluzzi Altieri degli Albertoni
- Papa Benedetto XIII
- Papa Benedetto XIV
- Papa Clemente XIII
- Cardinale Marcantonio Colonna
- Cardinale Giacinto Sigismondo Gerdil, B.
- Cardinale Giulio Maria della Somaglia
- Cardinale Carlo Odescalchi, S.I.
- Cardinale Costantino Patrizi Naro
- Cardinale Lucido Maria Parocchi
- Papa Pio X
- Cardinale Gaetano De Lai
- Cardinale Raffaele Carlo Rossi, O.C.D.
- Cardinale Amleto Giovanni Cicognani
- Cardinale Luigi Dadaglio
- Arcivescovo José Méndez Asensio